# Hofmeyr
Hofmeyr ist ein deutscher Familienname.

## Herkunft und Bedeutung
Hofmeyr ist eine Variante des Familiennamens Meier.

## Varianten
- Hofmaier, Hofmair, Hofmayr, Hofmeier, Hofmeir, Hofmeyer

## Namensträger
- Gysbert Hofmeyr (1871–1942), südafrikanischer Politiker und Administrator
- Jan Hendrik Hofmeyr (Politiker, 1845) (1845–1909), südafrikanischer Politiker
- Jan Hendrik Hofmeyr (Politiker, 1894) (1894–1948), südafrikanischer Politiker und Hochschullehrer
- Jan-Hendrik Hofmeyr (* 1953), südafrikanischer Biochemiker